# Uralborite
La uralborite è un minerale.